# Celebration of Light
Celebration of Light (dt. Feier des Lichts) ist ein internationaler Wettkampf von Feuerwerkskünstlern, der jeden Sommer während zwei Wochen stattfindet (üblicherweise die letzte Juli- und die erste Augustwoche). Es ist die weltweit größte Veranstaltung dieser Art.
Das Ereignis findet in der English Bay vor der kanadischen Stadt Vancouver an vier Abenden jeweils um 22:00 Uhr statt, über einen Zeitraum von zwei Wochen. Drei bis vier Unternehmen, die ihr Land vertreten, zeigen eine mit Musik untermalte Feuerwerks-Darbietung von 25 Minuten Länge, die von einer Jury bewertet wird. Jede Gruppe hat zwei Tage Zeit, die notwendigen Vorbereitungen zu treffen. Die Feuerwerkskörper werden von Frachtschiffen aus gezündet, die in der Bucht vor Anker liegen. Den Abschluss der Veranstaltung bildet das große Finale, in dem alle Teilnehmer involviert sind. Die Vorstellungen werden von durchschnittlich 1,6 Millionen Zuschauern mitverfolgt, die sich an den Stränden oder auf Hügeln versammeln.
Die erste Vorstellung dieser Art wurde 1990 unter der Bezeichnung Symphony of Fire durchgeführt. Damaliger Hauptsponsor war Benson & Hedges. Im Jahr 2000 war der Weiterbestand der Veranstaltung gefährdet, da ein neues Gesetz Sponsoring durch Tabakunternehmen verbot. Seither ist HSBC der neue Hauptsponsor.

## Siegerliste

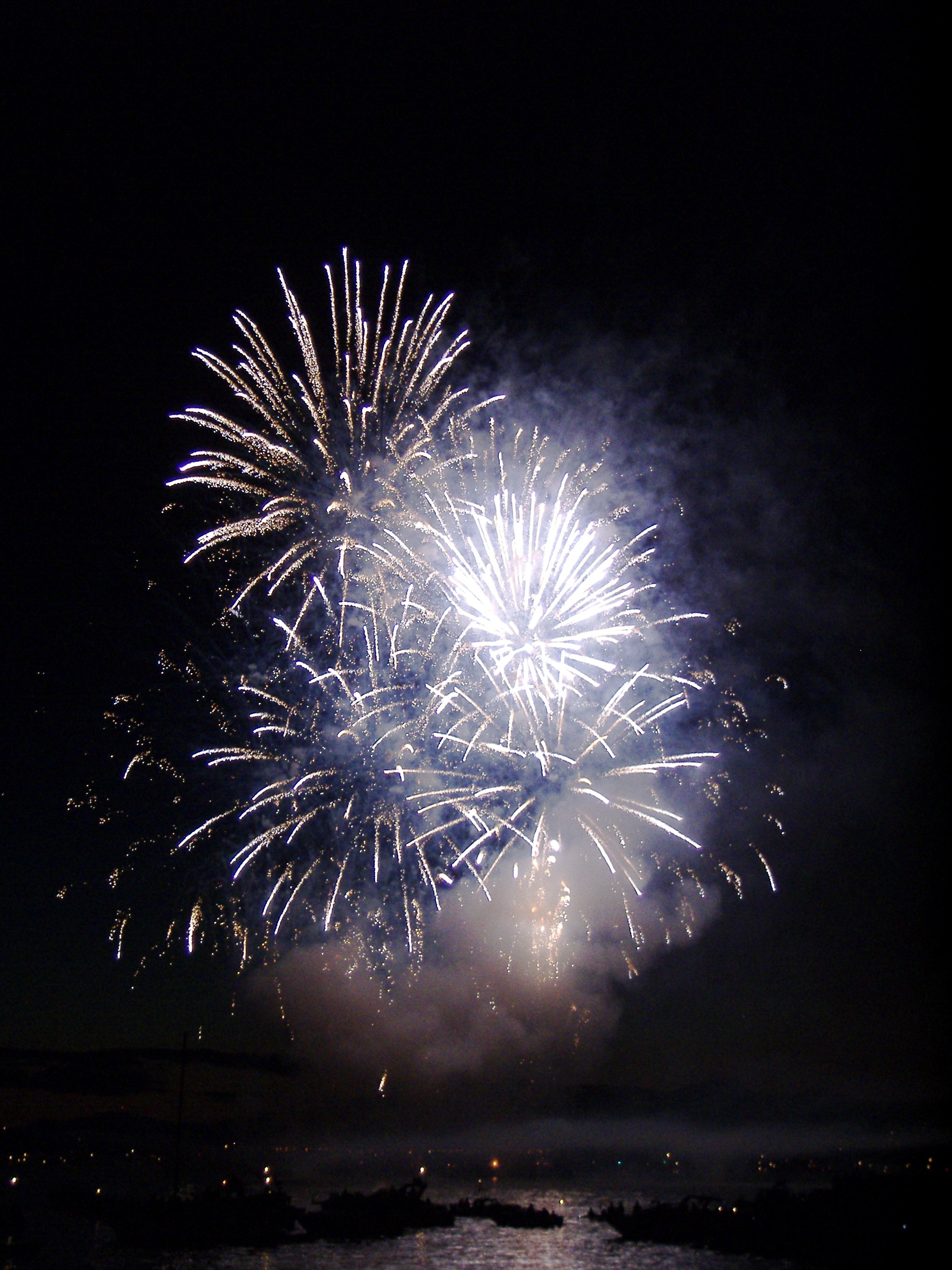
Feuerwerksvorstellung der Italiener im Jahr 2006

| Jahr | Land                   | Unternehmen                          |
| ---- | ---------------------- | ------------------------------------ |
| 2011 | Volksrepublik China    | Red Eagle                            |
| 2010 | Spanien                | Pirotecnia Igual                     |
| 2009 | Volksrepublik China    | Red Eagle                            |
| 2008 | Kanada                 | Archangel Fireworks                  |
| 2007 | Kanada                 | Archangel Fireworks                  |
| 2006 | Mexiko                 | Lux Pirotecnia                       |
| 2005 | Schweden               | Unique Pyrotechnic                   |
| 2004 | Schweden               | Fyrverkeri Expertena                 |
| 2003 | Volksrepublik China    | Beijing Zhong FA Fireworks Art       |
| 2002 | Kanada                 | Concept Fiatlux                      |
| 2001 | Spanien                | Fuegos Artificiales Antonio Caballer |
| 2000 | Spanien                | Fuegos Artificiales Antonio Caballer |
| 1999 | Spanien                | Fuegos Artificiales Antonio Caballer |
| 1998 | Italien                | Nanna Fireworks                      |
| 1997 | Vereinigtes Königreich | Pyro 2000                            |